# Ancylonyx sobrinus
Ancylonyx sobrinus är en skalbaggsart som beskrevs av Britton 1957. Ancylonyx sobrinus ingår i släktet Ancylonyx och familjen Melolonthidae. Inga underarter finns listade i Catalogue of Life.